# آلیل‌دار کردن کریشه
آلیل‌دار کردن یا آلیلاسیون کریشه(به انگلیسی: Krische allylation) شامل افزودن انانتیومرگزین یک گروه آلیل به یک آلدهید یا یک الکل است که منجر به تشکیل یک الکل هوموآلیلیک نوع دوم می‌شود. این واکنش توسط ایریدیوم کاتالیز می‌شود. مکانیسم آلیل‌دار کردن کریشه شامل هیدروژن‌زدایی الکل نوع یک یا در هنگام استفاده از واکنش دهنده‌های آلدهیدی، انتقال هیدروژن از ۲-پروپانول است. بر خلاف سایر روش‌های آلیل‌دار کردن، آلیل‌دار کردن کریشه از به کار بردن واکنشگرهای فلزیِ آلیلی از پیش ساخته شده اجتناب می‌کند و تبدیل مستقیم الکل‌های نوع یک به الکل‌های هوموآلیلیک نوع دوم را امکان‌پذیر می‌سازد (که از اکسایش الکل به آلدهید جلوگیری می‌کند).

## مقالات مرتبط
- آلیل‌دار کردن کربونیل